# Ahmed Ouyahia
Ahmed Ouyahia (in arabo أحمد أويحيى; Iboudraren, 2 luglio 1952) è un politico algerino, primo ministro dell'Algeria dal 16 agosto 2017 all'11 marzo 2019.

## Biografia
È stato già in precedenza Primo ministro dell'Algeria dal 1995 al 1998, dal 2003 al 2006 e nuovamente dal 2008 al 2009. Diplomatico di carriera, è stato anche ministro della giustizia ed è uno dei fondatori, nonché ex segretario (dal 1998 al 2013) del Raggruppamento Nazionale Democratico.